# Und du mein Schatz fährst mit
Und du mein Schatz fährst mit ist ein deutscher Musikfilm von Georg Jacoby aus dem Jahr 1937.

## Handlung
Opernsängerin Maria Seydlitz hat gerade ihren Verlobten verlassen, weil der sie zwischen die Wahl Mann oder Beruf stellte, als sie ein Telegramm aus New York erhält: Ein ihr Unbekannter engagiert sie für eine hohe Gage am Theater. Maria nimmt das Angebot an. Auf dem Schiff nach New York City lernt sie die reiche Doña Juana de Villafranca und den sympathischen Dr. Heinz Fritsch kennen. Gleichzeitig sieht sie, dass ein anderer Mann sie ständig beobachtet. Er stellt sich ihr schließlich als Fred Liners vor und beschuldigt sie, als gerissene Frau seinen reichen Onkel, den Finanzmagnaten und Theaterbesitzer William Liners, des Geldes wegen heiraten zu wollen. Maria ist entsetzt und Heinz stellt sich schützend vor sie. Fred kündigt an, Maria in New York bekämpfen zu wollen, um ihre Heirat mit William zu verhindern. Tatsächlich fehlt ihr Ausweis, als sie das Schiff verlassen will, doch kann Heinz ihr ein Ersatzdokument beschaffen.
Das Theater stellt sich als Broadway-Revue-Bühne heraus und der Revue-Regisseur Bal ist wenig begeistert, eine Opernsängerin in sein Programm einbauen zu müssen. Maria wird nun zwar bezahlt, kann jedoch nicht auftreten. Auch die Begegnung mit William Liners verläuft anders als gedacht: Zwar weist Maria ihn zurecht, dass sie keine Ware sei, die man einer Heiratsabsicht wegen nach Amerika kommen lasse, doch kann sich William nicht daran erinnern, sie je gesehen zu haben. Maria war nur eine der vielen Sängerinnen, die er auf einer Reise durch Europa gesehen und spontan engagiert hatte. William jedoch findet Gefallen an dem Gedanken, Maria vor seinem verschwenderischen Neffen und dessen Schwester Gloria als mögliche Verlobte zu präsentieren und kümmert sich nun verstärkt um Maria. Er lässt die Hauptrolle der Revue umbesetzen, sodass statt der eitlen Minnie May nun Maria die Rolle spielt. Er lädt Maria zum Abendessen ein und macht ihr Geschenke. Als Fred der Presse hinterhältig den Tipp gibt, dass Maria und William heiraten wollen, und es am nächsten Tag in allen Zeitungen steht, ist Maria verzweifelt, liebt sie doch Heinz. Der plant seine Abreise nach Europa.
Um Maria endgültig den Aufenthalt in Amerika zu verleiden, plant Gloria eine Intrige: Kurz vor der Premiere der Revue lässt sie Minnie May mit wertvollem Schmuck bei Maria erscheinen. Minnie May versteckt einen Edelstein in Marias Handtasche und beschuldigt sie anschließend des Diebstahls. Maria wird verhaftet. Fred jedoch ist vom Verhalten seiner Schwester Gloria entsetzt. Gemeinsam mit Heinz gelingt es ihm, Gloria ein schriftliches Geständnis ihrer Tat abzupressen und so Maria rechtzeitig zurück zum Theater zu bringen. Heinz gibt dabei vor, dass er ihr nur als Landsfrau habe helfen wollen, nicht jedoch aus Zuneigung. Hatte Minnie May bereits gehofft, die Hauptrolle spielen zu können, tritt nun wie geplant Maria auf und Minnie May wird verhaftet. Heinz begibt sich zum Hafen, wo sein Schiff nach Europa wartet. Nach Ende der Revue soll Maria von Fred zu einem Dinner unter anderem mit William gefahren werden, bittet ihn jedoch, einen Umweg zum Hafen zu nehmen. Sie begibt sich zu Heinz an Bord, um mit ihm zurück nach Europa zu gehen. Sie singt „Muss i denn, muss i denn zum Städtele hinaus“ und er ergänzt „… und du mein Schatz fährst mit“. Beide fallen sich in die Arme.

## Produktion
Und du mein Schatz fährst mit beruht auf dem gleichnamigen Roman von Hans Rudolf Berndorff. Der Film wurde von Juli bis September 1936 auf dem Freigelände Neubabelsberg sowie auf dem Passagierschiff Bremen gedreht. Er erlebte am 15. Januar 1937 im Berliner Gloria-Palast seine Premiere.
Im Film werden verschiedene Lieder, meist von Marika Rökk, gesungen:
- Ach, ich hab’ ja so viel Rhythmus (gesungen von Marika Rökk)
- Früchte, die verboten sind (Hans Söhnker, Marika Rökk)
- Irgendwo mit Dir allein (Marika Rökk)
- Man kann beim Tango sich so schöne Dinge sagen (Hans Söhnker, Marika Rökk)
- Muss i denn, muss i denn zum Städtele hinaus (Hans Söhnker, Marika Rökk)
- Tapsi, tapsi, Teddybär (Marika Rökk)

Die Kompositionen stammen von Franz Doelle, die Liedtexte schrieb Charles Amberg.

## Kritik
Für das Lexikon des internationalen Films war Und du mein Schatz fährst mit ein „hoffnungslos veralteter Revuefilm, ganz zugeschnitten auf Marika Rökk. Die musikalischen und tänzerischen Einlagen des Films zündeten bereits im Erstaufführungsjahr wenig.“